# Stanza dei bottoni

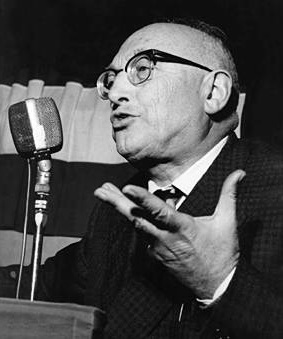
L'oratoria di Pietro Nenni

Stanza dei bottoni è un'espressione della lingua italiana coniata da Pietro Nenni nel 1962, per riferirsi, in maniera aforistica e icastica, al luogo, metaforico e altolocato, "in cui il governo decide", in cui si materializza l'esercizio del potere politico. Si tratta di uno di quei neologismi che Bruno Migliorini classificava tra le cosiddette "parole d'autore", ovvero termini, frasi, espressioni, la cui nuova impronta innovativa può essere ricondotta, in maniera riconoscibile, all'estro creativo o all'inventiva lessicale di una "persona nota".
La frase è stata subito accolta nel lessico politico e nel gergo giornalistico, con riferimento ai luoghi di esercizio di un potere che, a seconda del contesto della frase, può essere politico o economico. A partire da tali sottocodici, l'uso si è affermato anche nel linguaggio comune. L'icasticità semantica può sottendere una estrema semplificazione concettuale, fino a implicare e giustificare una visione troppo "semplicistica" dell'articolazione tecnico-amministrativa che trasmette il potere emanato dai vertici statali.

## Significato

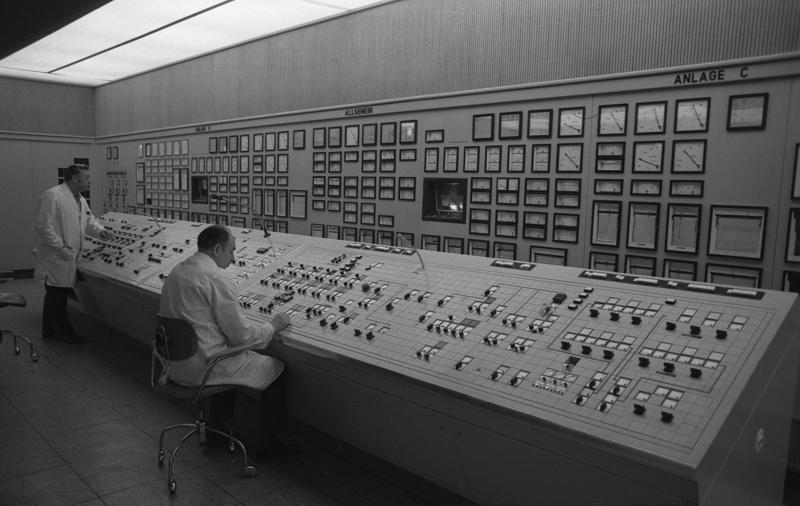
La "stanza dei bottoni" di un complesso industriale

In senso generale, l'espressione offre una metafora per indicare i luoghi topici del "Palazzo", laddove si comanda davvero e si muovono le "leve del potere dello Stato". La metafora nasce dall'accostamento dei luoghi del potere all'immagine di una ipotetica sala comando di una centrale industriale o di una nave, nella quale si controllano il flusso produttivo, i macchinari, e la rotta.
I contesti, anche ironici, in cui ricorre questa espressione sono frasi come "entrare/essere ammessi/aver accesso nella/alla stanza dei bottoni", "occupare/conquistare la stanza dei bottoni", "essere escluso/sbattuto fuori dalla stanza dei bottoni".

## Origine
La frase è il frutto di una delle tante invenzioni lessicali, colorite o audaci, che si devono alla pungente vena oratoria (o alla brillante penna giornalistica) di Pietro Nenni, innovatore, a volte ardito, del linguaggio e della comunicazione politica, prolifico coniatore di neologismi dalla fortuna duratura (come "vento del Nord", ripreso, a distanza di decenni, dalla Lega Nord dei primordi, o come "politica delle cose"). Fu da lui forgiata l'8 ottobre 1962, durante un discorso pubblico pronunciato a Roma, davanti al Colosseo, per commemorare il settantesimo anniversario della fondazione del Partito Socialista Italiano.
La frase in cui era inserita si riferiva alle responsabilità e agli oneri di una forza politica, come quella socialista, che si accingeva a un impegno diretto nella politica di governo. Il frangente politico in cui fu pronunciata, quello dei primi anni sessanta e del "Miracolo economico italiano", era destinato a divenire un vero e proprio spartiacque storico per l'Italia repubblicana, l'inizio di quella che sarebbe divenuta nota come la stagione del centrosinistra, che, di lì a poco più di un anno, si sarebbe concretizzata nel primo governo di centrosinistra guidato da Aldo Moro, ma che aveva già provato a segnare i primi passi con le forme di convergenza politica a sinistra sperimentate nel diciassettesimo governo repubblicano a guida di Amintore Fanfani (una compagine che, con l'astensione del PSI, vedeva la Democrazia Cristiana coalizzata con il Partito Socialista Democratico Italiano e il Partito Repubblicano Italiano).
Nella polemica con Nenni, Lelio Basso replicò che «non esiste nessuna stanza dei bottoni perché il potere nasce
da un sistema estremamente complesso di forze di cui le più
importanti sono certamente al di fuori delle stanze dei ministri
e, più ancora, del Parlamento».

## Limiti semantici
Secondo Guido Melis, l'espressione, da un punto di vista della culturale politica, sottenderebbe una concezione semplicistica del funzionamento dei meccanismi decisionali e di potere in un sistema complesso come uno Stato democratico. La stessa esperienza del centro-sinistra, secondo Melis, portava con sé i limiti, e la scarsa consapevolezza, di una visione che sottovalutava la reale portata del problema dell'interazione con l'apparato tecnico-amministrativo del potere politico, cruciale ai fini dell'efficacia dei propositi riformisti in campo economico e sociale auspicati in quella stagione storica. L'evidenza di questo stato di cose, con il riconoscimento di "una sorta di lacuna culturale", sarebbe maturata solo a fatica, e con il trascorrere degli anni, nella consapevolezza politica di Pietro Nenni: una delle rare tracce di questa presa di coscienza si trova in un'annotazione dei suoi Diari, nel marzo 1968, al termine di una sessione di nomine: "La verità è che per governare occorrerebbe conoscere tutti gli uomini dell'amministrazione civile e militare e io non ne conoscevo nessuno.